# Olympische Winterspiele 2022/Skilanglauf – Team-Sprint (Frauen)
Der Team-Sprint der Frauen im Skilanglauf bei den Olympischen Winterspielen 2022 wurde am 16. Februar im Nordischen Ski- und Biathlonzentrum Guyangshu ausgetragen. Gelaufen wurde in der Klassischen Technik. Olympiasiegerinnen wurde das deutsche Duo Katharina Hennig/Victoria Carl vor dem schwedischen und dem russischen Team.

## Daten
- Datum: 16. Februar 2022, 15:15 Uhr (Qualifikation), 17:15 Uhr (Finale)
- Streckenlänge: 1461 m
- Höhenunterschied: 30 m
- Maximalanstieg: 30 m
- Totalanstieg: 47 m
- 52 Teilnehmerinnen aus 26 Ländern

## Ergebnisse
- Q – Qualifikation für die nächste Runde
- LL – Lucky Loser
- LAP – Überrundet

### Halbfinale

#### Lauf 1
| Rang | #  | Land               | Sportlerinnen                           | Zeit (min) | Anmerkungen |
| ---- | -- | ------------------ | --------------------------------------- | ---------- | ----------- |
| 1    | 4  | Deutschland        | Katharina Hennig Victoria Carl          | 23:02,08   | Q           |
| 2    | 1  | Vereinigte Staaten | Rosie Brennan Jessie Diggins            | 23:06,11   | Q           |
| 3    | 5  | Österreich         | Teresa Stadlober Lisa Unterweger        | 23:08,34   | Q           |
| 4    | 2  | Schweiz            | Laurien van der Graaff Nadine Fähndrich | 23:30,86   | Q           |
| 5    | 7  | China              | Chi Chunxue Li Xin                      | 23:43,93   |             |
| 6    | 6  | Kanada             | Katherine Stewart-Jones Dahria Beatty   | 24:03,72   |             |
| 7    | 3  | Slowenien          | Eva Urevc Anamarija Lampič              | 24:10,14   |             |
| 8    | 11 | Australien         | Jessica Yeaton Casey Wright             | 25:13,42   |             |
| 9    | 8  | Ukraine            | Julija Krol Maryna Anzybor              | 25:46,04   |             |
| 10   | 10 | Kroatien           | Tena Hadžić Vedrana Malec               | 26:29,23   |             |
| 11   | 13 | Lettland           | Kitija Auziņa Estere Volfa              | 26:46,26   |             |
| 12   | 12 | Türkei             | Ayşenur Duman Özlem Ceren Dursun        | –          | LAP         |
| 13   | 9  | Belarus            | Nastassja Kirylawa Hanna Karaljowa      | –          | DNS         |

#### Lauf 2
| Rang | #  | Land         | Sportlerinnen                            | Zeit (min) | Anmerkungen |
| ---- | -- | ------------ | ---------------------------------------- | ---------- | ----------- |
| 1    | 14 | ROC          | Julija Stupak Natalja Neprjajewa         | 23:00,47   | Q           |
| 2    | 16 | Finnland     | Kerttu Niskanen Krista Pärmäkoski        | 23:00,82   | Q           |
| 3    | 15 | Schweden     | Maja Dahlqvist Jonna Sundling            | 23:01,40   | Q           |
| 4    | 17 | Norwegen     | Tiril Udnes Weng Maiken Caspersen Falla  | 23:05,06   | Q           |
| 5    | 21 | Frankreich   | Mélissa Gal Léna Quintin                 | 23:26,28   | LL          |
| 6    | 20 | Polen        | Izabela Marcisz Monika Skinder           | 23:32,34   | LL          |
| 7    | 19 | Italien      | Caterina Ganz Lucia Scardoni             | 23:47,06   |             |
| 8    | 18 | Tschechien   | Kateřina Janatová Petra Hynčicová        | 23:55,59   |             |
| 9    | 23 | Estland      | Mariel Merlii Pulles Keidy Kaasiku       | 24:47,51   |             |
| 10   | 22 | Kasachstan   | Nadeschda Stepaschkina Xenija Schalygina | 24:57,59   |             |
| 11   | 24 | Südkorea     | Han Da-som Lee Eui-jin                   | 26:55,52   |             |
| 12   | 26 | Brasilien    | Jaqueline Mourão Eduarda Ribera          | –          | LAP         |
| 13   | 25 | Griechenland | Maria Danou Nefeli Tita                  | –          | LAP         |
| 14   | 27 | Litauen      | Eglė Savickaitė Ieva Dainytė             | –          | LAP         |

### Finale
| Rang | #  | Land               | Sportlerinnen                           | Zeit (min) | Rückstand    |
| ---- | -- | ------------------ | --------------------------------------- | ---------- | ------------ |
| 1    | 4  | Deutschland        | Katharina Hennig Victoria Carl          | 22:09,85   |              |
| 2    | 15 | Schweden           | Maja Dahlqvist Jonna Sundling           | 22:10,02   | 0+0,17 s     |
| 3    | 14 | ROC                | Julija Stupak Natalja Neprjajewa        | 22:10,56   | 0+0,71 s     |
| 4    | 16 | Finnland           | Kerttu Niskanen Krista Pärmäkoski       | 22:13,71   | +3,86 s      |
| 5    | 1  | Vereinigte Staaten | Rosie Brennan Jessie Diggins            | 22:22,78   | +12,93 s     |
| 6    | 5  | Österreich         | Teresa Stadlober Lisa Unterweger        | 22:55,25   | +45,40 s     |
| 7    | 2  | Schweiz            | Laurien van der Graaff Nadine Fähndrich | 23:02,09   | +54,24 s     |
| 8    | 17 | Norwegen           | Tiril Udnes Weng Maiken Caspersen Falla | 23:15,28   | +1:05,43 min |
| 9    | 20 | Polen              | Izabela Marcisz Monika Skinder          | 23:48,01   | +1:38,16 min |
| 10   | 21 | Frankreich         | Mélissa Gal Léna Quintin                | 24:04,92   | +1:55,07 min |